# 沙门果经
《沙门果经》，南传上座部佛教《巴利文大藏经》中的长部第二部经。该经文为佛陀向阿阇世王开示。
该佛经在汉传佛教的《大正新修大藏经》对应经典有《長阿含經·沙門果經》(第1部第107卷)、《增壹阿含經》(第2部第762卷)、《寂志果經》(第1部第270卷)。

## 概述
巴利聖典中，经藏分為五大部，第一部是《长部》。《沙门果经》是《长部》中的第二部经。第一部经名為《梵网经》，它羅列了世間各種不正確的见解與修行方式，並指出他們的錯誤，因為這些不正見會阻碍获得正见與解脱。
《沙门果经》可以說是《梵网经》自然的接續。《梵网经》指出了邪见的危险与无用；《沙门果经》则赞颂依正见修行的成果。它是佛陀对世界的宣言，宣布出家生活能够給修行者在各阶段带来当下可见的利益，這種生活是他自己选择及透过成立僧团而公开给世人的。它透过戒清净带来的无可指责之乐而「初善」；透过心远离五盖而获得殊胜的喜乐而「中善」；透过超越一切世间束缚而达到至上智慧的巅峰而「后善」。清晰的修行次第，可以説是佛法的心要。而《沙门果经》是佛陀的经藏之中，被列為开显次第修行的第一部经。

## 比丘戒具足
《長部·沙門果經》記載：
- 小戒

1. 捨殺生，離殺生，不用刃、杖，有羞恥之念，充足慈悲心，憐愍利益一切生物、友善而住。
2. 捨不與取，離不與取，取所與物，期望所與，無何等之盜心，自清淨而住。
3. 捨非梵行而修梵行，離染污濁，離淫欲法。
4. 捨妄語、離妄語，語真實、不外真實，誠實可信賴，不欺世間。
5. 捨兩舌，離兩舌，不此處聞往彼處告以離間此等諸人，亦不彼處聞來此處告以離間此等之諸人。如是和合離間者，親密者更令親密，愛和合、好和合、喜和合、持和合。
6. 捨惡口，離惡口，凡語無過失、樂耳、悅意、感銘、眾人所愛。
7. 捨綺語，離綺語，語適時，語真實，語法，語義，語律儀，語應明確、有段落、適義、可銘記於心。
8. 離採伐諸種之植物，
9. 日中一食，夜不食，離非時食；
10. 遠離觀劇、歌謠、舞、樂之娛樂；
11. 離持華鬘、香料、塗香之化裝；
12. 離使用高床、大床；
13. 遠離受蓄金銀；
14. 遠離受生穀物；
15. 遠離受生肉；
16. 遠離受婦人、少女；
17. 遠離受男、女之奴僕；
18. 遠離受牝牡之山羊；
19. 遠離受雞、豬；
20. 遠離受象、牛、牝牡之馬；
21. 遠離受耕田荒地；
22. 遠離差使、仲介所為之事；
23. 遠離買賣；
24. 遠離欺瞞秤、升、尺之計量；
25. 遠離賄賂、詐欺、虛偽之邪行；
26. 遠離傷害、殺戮、捕縛、劫奪、竊盜，強盜。

- 中戒

1. 有某沙門、婆羅門，受食信施而生活。專心住於採伐諸種植、樹木，例如從根生、從幹生、從節生、從芽生、第五為從種子生者。遠離如是諸種植、樹木之採伐。
2. 有某沙門、婆羅門，受食信施而生活。專心住於享樂積蓄物，例如食物之積蓄、飲物之積蓄、乘具之積蓄、衣服之積蓄、臥具之積蓄、香類之積蓄、財物之積蓄等。遠離如是享樂積蓄物。
3. 有某沙門、婆羅門，受食信施而生活。專心住於觀聽娛樂。例如觀劇、歌謠、舞樂、表演、古譚、手鈴、鳴缽、銅鑼、摩術奇境、賤人之竹棒戲、象、馬、水牛、牡牛、山牛、山羊、牡羊、雞鶉之鬥技、棒擊、拳鬥、角力、模擬戰、利兵、配兵、閱兵等之娛樂。遠離如是等巡迴演藝之娛樂物。
4. 有某沙門、婆羅門，受食信施而生活。專心耽住於賭博之放逸處。例如八目碁、十目碁、無盤碁、踢石、擲骰、棒打、占手痕、拋球、葉笛、鋤戲、倒立、風車戲、升戲、車戲、弓戲、字戲、測意戲、模擬殘傷戲等。遠離如是等之賭博放逸處。
5. 有某沙門、婆羅門，受食信施而生活。專心住於享用高廣大床等。例如過大之床座、獸形之腳臺、覆以長羊毛之織物、有文彩之白氈、繡花圖繪之床墊、於兩邊有垂緣、單側有垂緣、鏤綴寶石、絹布之被蓋、大毛氈、象覆、馬掛、車衣、羚羊皮、迦達利鹿皮之殊勝敷物、寶蓋、上下之紅枕等。遠離享用如是等之高廣大床。
6. 有某沙門、婆羅門，受食信施而生活，專心住於裝飾之放逸處。例如塗身、按摩、沐浴、鏡、眼塗色料、華蔓、塗香、臉粉、面油、手環、髮飾、手杖、藥袋、刀劍、蓋傘、彩履、頭巾、寶珠、拂塵、白衣、長袖等。遠離如是等任何裝飾之放逸處。
7. 有某沙門、婆羅門、受食信施而生活。專心住於無益徒勞之論。例如王論、盜賊論、大臣論、軍兵論、恐怖論、戰爭論、食物論、飲料論、衣服論、臥具論、華鬘論、香料論、親族論、乘具論、村里論、鄉鎮論、都市論、國土論、婦女論、英雄論、路邊論、井邊風傳論、祖先論、種性論，世界起源論、海洋起源論、如是有無之論爭。遠離如是等無益徒勞之論。
8. 又有某沙門、婆羅門，受食信施而生活。專心住於諍論。例如「汝不知此法、律、我如此法、律，汝如何如此法、律耶？」「汝是耶行者，我是正行者，」「我言前後相應，汝言不相應。」「汝應言於前者而言於後，應言於後者而言於前。」「汝無細慮而自言返復。」「汝之立論，墮於負處。」「為解汝負說而尋思，若能者即自解！」遠離如是等任何諍論。
9. 有某沙門、婆羅門，受食信施而生活。專心住於差使者、傳信之行作。例如國王、大臣、剎帝利、婆羅門、居士、童子令：「汝來此處、往彼處，汝來持此、持此往彼。」遠離如是任何使者、傳信之行為。
10. 又有某沙門、婆羅門，受食信施而生活。而於欺瞞、饒諛騙詐。遠離如是饒諛騙詐。

- 大戒

1. 又有某沙門、婆羅門，受食信施而生活。彼等依無益徒勞之橫明(畜生)而過邪命生活。例如占卜手足之相、占前兆吉凶、占夢、占體全身相、占鼠所咬、火護摩、杓子護摩、穀皮護摩、糠護摩、米護摩、熟酥護摩、油護摩、口護摩、血護摩、肢節明、宅地明、剎帝利明、濕婆明、鬼神明、地明、蛇明、毒藥明、蝎明、鼠明、鳥明、鴉明、命數豫言，防箭咒、解獸聲法等。遠離如是等任何無益徒勞之橫明。
2. 又有某沙門、婆羅門，受食信施而生活。彼等依無益徒勞之橫明而過邪命生活。例如占珠相、杖相、衣服相、劍相、矢相、弓相、武器相、婦人相、丈夫相、童子相、童女相、象相、馬相、水牛相、牡牛相、山羊相、羊相、雞相、鶉相、蜥蜴相、耳環相、龜甲相、獸相等。遠離如是無益徒勞之橫明。
3. 又有某沙門、婆羅門，受食信施而生活。彼等以占無益徒勞之橫明以過邪命生活。例如占「王應進車、王不應進車。」「內部諸王當迫進、外部諸王當退卻。」「外部諸王當迫進、內部諸王將退卻。」「內部諸王當勝利、外部諸王將敗退。」「外部諸王當勝利、內部諸王將敗退。」「此人當勝利、此人將敗退。」遠離如是等無益徒勞之橫明。
4. 又有某沙門、婆羅門，受食信施而生活。彼等以占無益徒勞之橫明過邪命生活。例如占：「應有月蝕、應有日蝕、應有星蝕、日月應行正道、諸星宿應行正道、諸星宿應行非道，流星應損落、應有天火、應有地震、天鼓將鳴、應有日月星宿之昇沈明暗。如是之果報，應有月蝕……乃至……如是之果報，應有日月星宿之昇沈明暗。」遠離如是無益徒勞之橫明。
5. 又有某沙門、婆羅門，受食信施而生活。彼等以占無益徒勞之橫明過邪命生活。例如占：「應有多雨、應無雨、應有豐收、應無收穫、應來太平、應無恐怖、應有疫病、應有健康。」並占記號、計算吉凶數、作詩、順世論爭。遠離如是任何無益徒勞之橫明。
6. 又有其沙門、婆羅門，受食信施而生活。彼等以占無益徒勞之構明過邪命生活。例如占：娶、嫁、和睦分裂、貸入、貸出、以咒術令開運、遇禍、墮胎、啞口、不能言、舉手不下、耳聾、問鏡、問童女、問天神、拜太陽、奉祭大梵天、口吐火、奉請吉祥天等。遠離如是任何無益徒勞之橫明。
7. 又有某沙門、婆羅門，受食信施而生活。彼等以無益徒勞之橫明過邪命生活。例如許願、還願、對地基作咒、得精力有子、失精力無子、相宅地、對宅地撒祭物；漱口、沐浴、供犧牲、吐藥、下劑、上吐、下瀉、頭痛藥、點耳、洗眼、灌鼻、眼藥、藥油；眼科醫、外科醫、小兒科醫、與根本藥、草藥、瀉藥等。遠離如是任何無益徒勞之橫明。